# (11193) Mérida
(11193) Mérida, désignation internationale (11193) Merida, est un astéroïde de la ceinture principale.

## Description
(11193) Merida est un astéroïde de la ceinture principale. Il fut découvert le 11 décembre 1998 à Mérida par Orlando A. Naranjo Villarroel. Il présente une orbite caractérisée par un demi-grand axe de 3,20 UA, une excentricité de 0,15 et une inclinaison de 2,4° par rapport à l'écliptique.

## Compléments